# ۶۵ (پیش از میلاد)
۶۵ (پیش از میلاد) ۶۵مین سال قبل از تقویم میلادی است.